# Trinidad och Tobago i olympiska sommarspelen 1972
Trinidad och Tobago deltog med 19 deltagare vid de olympiska sommarspelen 1972 i München. Ingen av landets deltagare erövrade någon medalj.